# Rally Isla de Tenerife
El Rally Isla de Tenerife es una prueba de rally que se disputa anualmente desde 1965 en Tenerife (Canarias). Fue puntuable para el Campeonato de España de Rally en varias ediciones y desde 2001 para el Campeonato de Canarias de Rally. En los años 1984, 1984, 1987-1989 formó parte de la Copa de España de Rally.

## Historia
La primera edición se celebró en 1965 con continuación al año siguiente para después producirse un parón de tres años para reanudarse en 1970. El primer ganador fue Antonio M. Pérez a bordo de un Fiat 1500. En 1975 el ganador fue Tomás Gimeno, piloto que a bordo de vehículos de la marca Lancia, fue el primero en conseguir tres victorias en la prueba. En 1979 el rally se incluyó en el calendario del Campeonato de España de Rally siendo el ganador Medardo Pérez, piloto que repetiría victoria en 1982 y 1983, en ediciones también puntuables para el nacional de asfalto. En 1984 venció el primer piloto extranjero, el italiano Tonino Tognana que sucedería a sus compatriotas Gianfranco Cunico, ganador en 1985 y 1986 con el Lancia Rally 037 y a Paolo Alessandrini ganador con el Lancia Delta S4 en 1987. En 1988 y 1990 la prueba fue dominada por el BMW M3 de José María Ponce que venció en tres ocasiones consecutivas hecho que no había conseguido ningún piloto con anterioridad. En 1990 Ricardo Avero venció a los mandos de un Mitsubishi Galant VR4 4x4, la primera de las cinco victorias que lograría. Repitió hazaña en 2000, 2002, 2004 y 2005 siempre con el Citroën Xsara Kit Car. De 1994 a 1999 la prueba no se disputó aunque en 1993 y 2000, formó parte del campeonato de España. Ya en la década del 2000 Gregorio Picar que había vencido en 1993 con el Ford Escort RS Cosworth repitió triunfo en 2001 con el primer World Rally Car que ganaba en la Isla: el Ford Escort WRC. Tras la última victoria de Avero en 2005 le sucedieron dos ediciones más donde los Kit Car fueron los protagonistas para luego dejar paso a los automóviles de gran cilindrada. El Ferrari 360 venció en 2008 con Dani Solá y 2012 con Armide Martín y el Porsche 911 GT3 hizo lo mismo entre 2009 y 2011 con tres pilotos diferentes.

## Palmarés
| Año    | Edición                                   | Piloto                  | Copiloto               | Automóvil                   | Series      |
| ------ | ----------------------------------------- | ----------------------- | ---------------------- | --------------------------- | ----------- |
| 1965   | 1.º Rally Isla de Tenerife                | Antonio M. Pérez        | Carlos Hafner          | Fiat 1500                   |             |
| 1966   | 2.º Rally Isla de Tenerife                | Pedro Mansito           | José Mesa              | Ford Cortina Lotus          |             |
| 1967   | 2.º Rally Isla de Tenerife                | Pedro Mansito           | José Mesa              | Ford Cortina Lotus          |             |
| 1970   | 3.º Rally Isla de Tenerife                | Chicho Reyes            | Carlos Hafner          | Renault 8 Gordini           |             |
| 1971   | 4.º Rally Isla de Tenerife                | Fernando Fernández      | Pedro Mansito          | Ford Escort RS 1600 MKI     |             |
| 1972   | 5.º Rally Isla de Tenerife                | Eduardo Álvarez         | Carlos Pérez           | BMW 2002                    |             |
| 1974   | 6.º Rally Isla de Tenerife                | José A. Monzón          | Antonio de la Coba     | BMW 2002 Turbo              |             |
| 1975   | 7.º Rally Isla de Tenerife                | Tomás Gimeno            | Ángel Piñeiro          | Lancia Fulvia 1.6           |             |
| 1976   | 8.º Rally Isla de Tenerife                | Tomás Gimeno            | Ángel Piñeiro          | Lancia Beta Coupe 2.0       |             |
| 1977   | 9.º Rally Internacional Isla de Tenerife  | Ernest Schweitzer       | Bernd Ostman           | Opel Kadett 2.0 GTE         |             |
| 1978   | 10.º Rally Internacional Isla de Tenerife | Tomás Gimeno            | Ángel Piñeiro          | Lancia Beta Coupe 2.0       |             |
| 1979   | 11.º Rally Isla de Tenerife               | Medardo Pérez           | Juan José Alonso       | BMW 320 2.3                 | España      |
| 1980   | 12.º Rally Internacional Isla de Tenerife | Jorge de Bagration      | Nuria Llopis           | Lancia Stratos              | España      |
| 1981   | 13.º Rally Internacional Isla de Tenerife | Beny Fernández          | José Luis Sala         | Porsche 911 SC              | España      |
| 1982   | 14.º Rally Internacional Isla de Tenerife | Medardo Pérez           | José Medina            | BMW 323i                    | España      |
| 1983   | 15.º Rally Internacional Isla de Tenerife | Medardo Pérez           | José Medina            | BMW 323i                    | España      |
| 1984   | 16.º Rally Internacional Isla de Tenerife | Tonino Tognana          | Max Schedoni           | Porsche 930 Turbo           | Copa España |
| 1985   | 17.º Rally Internacional Isla de Tenerife | Gianfranco Cunico       | Pier Angelo Scalvini   | Lancia Rally 037            | Copa España |
| 1986   | 18.º Rally Internacional Isla de Tenerife | Gianfranco Cunico       | Pier Angelo Scalvini   | Lancia Rally 037            |             |
| 1987   | 19.º Rally Internacional Isla de Tenerife | Paolo Alessandrini      | Alex Alessandrini      | Lancia Delta S4             | Copa España |
| 1988   | 20.º Rally Internacional Isla de Tenerife | José María Ponce        | Gaspar León            | BMW M3                      | Copa España |
| 1989   | 21.º Rally Isla de Tenerife               | José María Ponce        | Gaspar León            | BMW M3                      | Copa España |
| 1990   | 22.º Rally Isla de Tenerife               | José María Ponce        | Gaspar León            | BMW M3                      |             |
| 1991   | 23.º Rally Isla de Tenerife               | Carlos Alonso           | Juan Pallero           | Alfa Romeo 75 América V6    |             |
| 1992   | 24.º Rally Isla de Tenerife               | Ricardo Avero           | Nazer Ghuneim          | Mitsubishi Galant VR4 4x4   |             |
| 1993   | 25.º Rally Isla de Tenerife               | Gregorio Picar          | Andrés Castro          | Ford Escort RS Cosworth     | CERA        |
| 2000   | 26.º Rally Isla de Tenerife               | Ricardo Avero           | Nazer Ghuneim Olivares | Citroën Xsara Kit Car       | CERA        |
| 2001   | 27.º Rally Isla de Tenerife               | Gregorio Picar          | Andrés Castro          | Ford Escort WRC             |             |
| 2002   | 28.º Rally Isla de Tenerife               | Ricardo Avero           | Nazer Ghuneim Olivares | Citroën Xsara Kit Car       |             |
| 2003   | 29.º Rally Isla de Tenerife               | Víctor Delgado          | José Gregorio Pérez    | Mitsubishi Lancer Evo VI    |             |
| 2004   | 30.º Rally Isla de Tenerife               | Ricardo Avero           | Nazer Ghuneim Olivares | Citroën Xsara Kit Car       |             |
| 2005   | 31.er Rally Isla de Tenerife              | Ricardo Avero           | Germán Bello           | Citroën Xsara Kit Car       |             |
| 2006   | 32.º Rally Isla de Tenerife               | José Antonio Torres     | Mahy García            | Renault Mégane Maxi Kit Car |             |
| 2007   | 33.º Rally Isla de Tenerife               | Lauren García Estévez   | José Gregorio Pérez    | Renault Mégane Maxi         |             |
| 2008   | 34.º Rally Isla de Tenerife               | Dani Solà               | Óscar Sánchez          | Ferrari 360 Rally           |             |
| 2009   | 35.º Rally Internacional Isla de Tenerife | Santiago Concepción     | Nazer Ghuneim Olivares | Porsche 911 GT3             |             |
| 2010   | 36.º Rally Isla de Tenerife               | Marco Lorenzo           | Néstor Gómez           | Porsche 997 GT3             |             |
| 2011   | 37.º Rally Isla de Tenerife               | Alfonso Viera           | Víctor Pérez           | Porsche 997 GT3             |             |
| 2012   | 38.º Rally Overcame Isla de Tenerife      | Armide Martín           | José Carlos Déniz      | Ferrari 360 Rally           |             |
| 2013   | 39.º Rally Overcame Isla de Tenerife      | Fernando Capdevila      | David Rivero           | Ford Focus RS WRC '06       |             |
| 2014   | 40.º Rally Isla de Tenerife               | Víctor J. Delgado       | Ignacio A. Eguren      | Mitsubishi Lancer Evo IX    |             |
| 2015   | 41.º Rally Isla de Tenerife               | Enrique Cruz            | Ariday Bonilla         | Porsche 997 GT3 RS 3.6      |             |
| 2016   | 42.º Rally Isla de Tenerife               | Eduardo Domínguez Jerez | Dailos González        | Ford Fiesta R5              |             |
| 2017   | 43.º Rally Isla de Tenerife               | Enrique Cruz            | Yeray Mújica           | Porsche 997 GT3 RS 3.8      |             |
| 2018   | 44.º Rally Isla de Tenerife               | Enrique Cruz            | Yeray Mújica           | Porsche 997 GT3 RS 3.8      |             |
| 2019   | 45.º Rally Isla de Tenerife               | Yeray Lemes             | Rogelio Peñate         | Hyundai i20 R5              |             |
| 2020   | 46.º Rally Isla de Tenerife               | Yeray Lemes             | Rogelio Peñate         | Hyundai i20 R5              |             |
| 2021   | 47.º Rally Isla de Tenerife               | Luis Monzón             | José Carlos Déniz      | Škoda Fabia Rally2 evo      |             |
| 2022   | 48.º Rally Overcame Isla de Tenerife      | Enrique Cruz            | Yeray Mújica           | Ford Fiesta Rally2          |             |
| Fuente |                                           |                         |                        |                             |             |